# Nõmme Kalju Football Club 2015
Questa voce raccoglie le informazioni riguardanti il Nõmme Kalju Football Club nelle competizioni ufficiali della stagione 2015.

## Stagione
- In campionato la squadra termina al terzo posto dietro al Flora Tallinn e al Levadia Tallinn.
- In coppa nazionale viene eliminata ai quarti di finale dal Kalev Sillamäe.
- In Europa League supera il primo turno battendo i kazaki del FC Aktobe, poi viene eliminata al secondo turno dai liechtensteinesi del Vaduz.

## Maglie e sponsor
La divisa casalinga era composta da una maglia nera con rifiniture bianche sulle maniche, pantaloncini neri e calzettoni neri. Quella da trasferta era invece composta da una maglia bianca con rifiniture nere sulle maniche, pantaloncini bianchi e calzettoni bianchi.
| Casa | Trasferta |

## Rosa
| N. |                           | Ruolo | Calciatore          |
| -- | ------------------------- | ----- | ------------------- |
| 1  | Estonia (bandiera)        | P     | Vitali Teleš        |
| 3  | Estonia (bandiera)        | D     | Henrik Pürg         |
| 5  | Estonia (bandiera)        | D     | Alo Bärengrub       |
| 6  | Portogallo (bandiera)     | C     | Jorge Rodrigues     |
| 7  | Francia (bandiera)        | C     | Réginald Mbu Alidor |
| 8  | Estonia (bandiera)        | A     | Artjom Dmitrijev    |
| 9  | Estonia (bandiera)        | C     | Ats Purje           |
| 10 | Rep. del Congo (bandiera) | A     | Allan Kimbaloula    |
| 12 | Estonia (bandiera)        | C     | Stanislav Goldberg  |
| 13 | Estonia (bandiera)        | A     | Eino Puri           |
| 14 | Estonia (bandiera)        | D     | Ken Kallaste        |
| 15 | Estonia (bandiera)        | D     | Henrik Krummer      |

| N. |                                 | Ruolo | Calciatore       |
| -- | ------------------------------- | ----- | ---------------- |
| 16 | Estonia (bandiera)              | A     | Andre Jarva      |
| 18 | Estonia (bandiera)              | C     | Soren Kaldma     |
| 19 | Estonia (bandiera)              | A     | Erki Junolainen  |
| 20 | Estonia (bandiera)              | C     | Joel Lindpere    |
| 21 | Estonia (bandiera)              | C     | Peeter Klein     |
| 23 | Bosnia ed Erzegovina (bandiera) | D     | Borislav Topić   |
| 33 | Estonia (bandiera)              | C     | Karl Mööl        |
| 69 | Estonia (bandiera)              | P     | Siim-Sten Palm   |
| 75 | Giappone (bandiera)             | C     | Hidetoshi Wakui  |
| 96 | Estonia (bandiera)              | P     | Sten Marten Vahi |
| 99 | Estonia (bandiera)              | A     | Tarmo Neemelo    |